# Christina Gellerbrant Hagberg
Tyra Christina Gellerbrant Hagberg, född 25 januari 1962, är en svensk jurist och ämbetsman. Hon var generaldirektör för CSN 2011–2015, rikskronofogde 2015–2022 och generaldirektör för Arbetsgivarverket 2022–2024. Hon är riksrevisor sedan den 16 september 2024.

## Biografi
Gellerbrant Hagberg är uppvuxen i Valbo utanför Gävle. Hon flyttade till Uppsala när hon började studera vid Uppsala universitet 1983. Christina Gellerbrant Hagberg har en juristexamen och har även studerat ekonomi och språk. Parallellt med juridikstudierna arbetade hon på en advokatbyrå, bland annat med insolvensrätt. 1988 började Christina Gellerbrant Hagberg vid Skatteverket. De första åren arbetade hon som skattehandläggare, senare med inriktning mot skatterevision och även som vice skattenämndsordförande.
Mellan 1993 och 2011 hade hon olika chefsuppdrag inom Skatteverket. Med början 1993 arbetade Gellerbrant Hagberg som gruppchef och därefter, 1998-2001, som chef för en regional rättsenhet och regionskattekontor med revisionsverksamhet. 2001-2011 arbetade hon som regionskattechef, 2001-2006 med ansvar för Örebroregionen och därefter Gävleregionen, följt 2006-2011 av uppdraget som chef för Stockholmsregionen. 2008-2011 var hon även ledamot av det operativa rådet, en nationell samverkan mot grov organiserad brottslighet.
1 mars 2011 tillträdde Gellerbrant Hagberg som generaldirektör för Centrala studiestödsnämnden (CSN). Denna post hade hon fram till den 15 oktober 2015 då hon tillträdde som rikskronofogde och chef för Kronofogdemyndigheten. Under tiden som rikskronofogde var hon ordförande i Forskarskattenämnden, ledamot i Tullverkets respektive Bolagsverkets insynsråd, och ledamot i E-delegationen (2011-2015) och Värdegrundsdelegationen (2015-2016).
Gellerbrant Hagberg var ordförande i Arbetsgivarverkets styrelse 2018–2022. I april 2022 tillträdde hon som generaldirektör för Arbetsgivarverket. Samma år blev hon styrelseordförande för Trygghetsstiftelsen och styrelseordförande för Kåpan tjänstepension, som förvaltar tjänstepension för statligt anställda. Hon har också varit ledamot i Stockholms universitets styrelse.
Den 22 maj 2024 valdes Christina Gellerbrant Hagberg av riksdagen till ny riksrevisor och chef för Riksrevisionen från och med den 16 september 2024.